# Christa Gottschalk
Christa Gottschalk (* 2. Dezember 1927 in Dessau; † 9. April 2018 in Leipzig) war eine deutsche Schauspielerin.

## Leben
Christa Gottschalk studierte von 1946 bis 1948 an der damaligen Staatlichen Hochschule für Musik, Abteilung Schauspiel in Leipzig. Für den Schauspielunterricht war Franz Kutschera verantwortlich, bei dem sie auch Einzelunterricht erhielt. Bereits im zweiten Semester durfte sie ihre erste Rolle am Theater spielen. Von 1949 bis 1951 war sie am  Schauspielhaus Leipzig engagiert und wechselte anschließend an das Deutsche Nationaltheater Weimar, wo sie fast alle Rollen der Weltliteratur spielte. 1953 wurde sie von Wolfgang Langhoff an das Deutsche Theater nach Berlin geholt. Hier lernte Christa Gottschalk auch Willy A. Kleinau kennen, mit dem sie dann zusammenlebte und bei dessen tödlichem Autounfall 1957 auf der Autobahn in der Nähe von Merseburg sie mit im Auto saß, aber mit Prellungen und Hautabschürfungen davonkam.
1958 wechselte Christa Gottschalk wieder an das Schauspielhaus nach Leipzig und wurde dort neben ihrer Schauspieltätigkeit zusätzlich bis 2004 Lehrbeauftragte für Szenenstudium und künstlerisches Wort an der Hochschule für Musik und Theater „Felix Mendelssohn Bartholdy“. Als der neue Intendant Wolfgang Engel 1996 die Verträge mit den Schauspielern kündigte, behielt er sie als Gastdarstellerin. Bis 2009 spielte sie über 180 Rollen, wovon ein großer Teil in 100 bis 150 und mehr Aufführungen zu sehen war. 1997 moderierte sie im Gewandhaus Leipzig die UNICEF-Gala. Ein weiterer wichtiger Teil ihrer Arbeiten waren ihre Lesungen, die sie durch die gesamte Bundesrepublik führten.

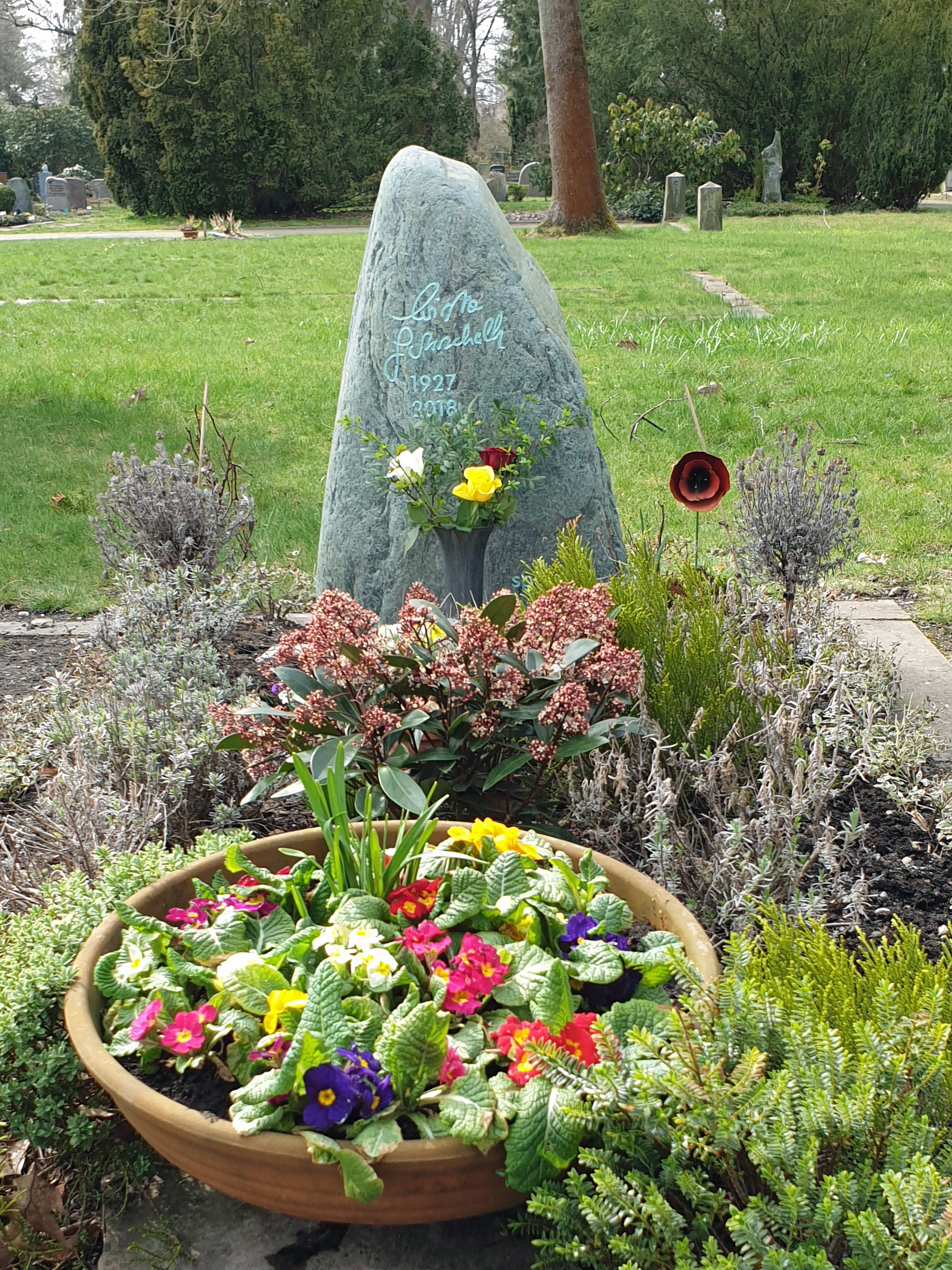
Ihre Grabstätte (2021)

Christa Gottschalk wurde auf dem Leipziger Südfriedhof beerdigt.

## Filmografie
- 1956: Der Hauptmann von Köln
- 1957: Lissy
- 1958: Professor Mamlock (Fernsehfilm)
- 1959: Reifender Sommer
- 1964: Schwarzer Samt
- 1976: Beethoven – Tage aus einem Leben
- 1979: Zünd an, es kommt die Feuerwehr
- 1994: Bernarda Albas Haus (Fernsehfilm)
- 2008: Ein Fall für Nadja (Fernsehserie, Folge Auf der Flucht)

## Theater
- 1949: Johann Wolfgang von Goethe: Faust. Eine Tragödie (Gretchen) – Regie: Johannes Arpe ( Schauspielhaus Leipzig)
- 1950: Konstantin Simonow: Der fremde Schatten – Regie: Johannes Arpe (Schauspielhaus Leipzig)
- 1953: Alexander Kron: Das tote Tal (Marina Getmanowa) – Regie: Herwart Grosse (Deutsches Theater Berlin)
- 1954: George Bernard Shaw: Androklus und der Löwe (Lavinia) – Regie: Heinar Kipphardt (Deutsches Theater Berlin – Kammerspiele)
- 1955: Gerhart Hauptmann: Vor Sonnenuntergang (Inken Peters) – Regie: Wolfgang Heinz (Deutsches Theater Berlin)
- 1956: Oscar Wilde: Burnbury (Gwendolyn) – Regie: Herwart Grosse (Deutsches Theater Berlin – Kammerspiele)
- 1956: Harald Hauser: Am Ende der Nacht (Eva Brandt) – Regie: Hans Michael Richter (Deutsches Theater Berlin – Kammerspiele)
- 1957: Gerhart Hauptmann: Vor Sonnenaufgang (Inken) – Regie: Wolfgang Heinz (Deutsches Theater Berlin)
- 1958: Harald Hauser: Im himmlischen Garten (Wu An) – Regie: Rudi Kurz (Schauspielhaus Leipzig)
- 1958: T. I. London nach Michail Scholochow: Neuland unterm Pflug – Regie: Karl Kayser (Schauspielhaus Leipzig)
- 1959: Friedrich Schiller: Don Carlos (Eboli) – Regie: Karl Kaiser (Schauspielhaus Leipzig)
- 1960: Anton Tschechow: Der Waldmensch – Regie: Horst Smiszek (Kammerspiele Leipzig)
- 1961: Johann Wolfgang von Goethe: Egmont (Klärchen) – Regie: Karl Kayser (Opernhaus Leipzig)
- 1961: Alexei Arbusow: Irkutsker Geschichte (Walja) – Regie: Karl Kaiser (Schauspielhaus Leipzig)
- 1963: Jewgeni Schwarz: Der Schatten – Regie: Heinrich Voigt (Schauspielhaus Leipzig)
- 1964: William Shakespeare: Der Widerspenstigen Zähmung (Katharina) – Regie: Hans Michael Richter (Schauspielhaus Leipzig)
- 1966: Rainer Kerndl: Ein Plädoyer für die Suchenden (Inge Schlenzow) – Regie: Walter Niklaus (Kammerspiele Leipzig)
- 1966: Friedrich Schiller: Maria Stuart (Maria Stuart) – Regie: Karl Kayser (Schauspielhaus Leipzig)
- 1967: William Shakespeare: Macbeth (Lady Macbeth) – Regie: Karl Kayser (Schauspielhaus Leipzig)
- 1968: William Shakespeare: Ein Sommernachtstraum (Titania) – Regie: Karl Kayser (Schauspielhaus Leipzig)
- 1968: Johann Wolfgang von Goethe: Iphigenie auf Tauris (Iphigenie) – Regie: Karl Kayser (Schauspielhaus Leipzig)
- 1968: Maxim Gorki: Feinde (Tatjana) – Regie: Karl Kayser (Schauspielhaus Leipzig)
- 1969: Helmut Sakowski: Wege übers Land (Gertrud Habersaat) – Regie: Karl Kayser (Schauspielhaus Leipzig)
- 1975: Tennessee Williams: Endstation Sehnsucht (Blanche Du Bois) – Regie: Hans Michael Richter (Schauspielhaus Leipzig)
- 1976: Alexei Arbusow: Altmodische Komödie (Lidija Wassiliewa) – Regie Gotthard Müller (Kammerspiele Leipzig)
- 1978: Bertolt Brecht: Die Dreigroschenoper (Spelunken-Jenny) – Regie: Fritz Bennewitz (Schauspielhaus Leipzig)
- 1978: Antonio Buero Vallejo: Das Konzert zum Sankt Ovid – Regie: Karl Kayser (Schauspielhaus Leipzig)
- 1979: Maxim Gorki: Jegor Bulytschow und andere – Regie: Karl Kayser (Schauspielhaus Leipzig)
- 1982: Bertolt Brecht: Die Gewehre der Frau Carrar (Frau Carrar) – Regie: Horst Smiszek (Kellertheater Leipzig)
- 1983: Heinar Kipphardt: Bruder Eichmann (Frau Hull) – Regie: Karl Kayser (Schauspielhaus Leipzig)
- 1984: Johann Wolfgang von Goethe: Egmont (Regentin) – Regie: Karl Kayser (Schauspielhaus Leipzig)
- 1986: Tschingis Aitmatow/Kaltai Muhamedshanow: Der Aufstieg auf den Fudschijama (Pädagogin) – Regie: Karl Kayser (Schauspielhaus Leipzig)
- 1987: Walter Jens: Der Untergang (Hekabe) – Regie: Karl Kayser (Schauspielhaus Leipzig)
- 1987: István Örkény: Katzenspiel (Frau Orban) – Regie: Gotthard Müller (Kellertheater Leipzig)
- 1988: Heinrich Böll: Frauen vor Flußlandschaft (Erika Wubler) – Regie: Gotthard Müller (Kellertheater Leipzig)
- 1989: Peter Shaffer: Laura und Lotte (Laura) – Regie: Gotthard Müller (Kellertheater Leipzig)
- 1992: Marguerite Duras: Savannah Bay (Madeleine) – Regie: Peter Brasch (Neue Szene Leipzig)
- 1992: Manlio Santanelli: Königin Mutter (Mutter Regina) – Regie: Andreas Poppe (Kellertheater Leipzig)
- 1993:  García Lorca: Bernarda Albas Haus (Großmutter) – Regie: Konstanze Lauterbach (Schauspielhaus Leipzig)

## Hörspiele
- 1950: Konstantin Simonow: Geheimnisse um P-E-3 (Lena) – Regie: Carl Nagel (Hörspiel – MDR)
- 1950: Charles de Coster: Tyll Ulenspiegel und Lamme Goedzak (Nele) – Regie: Carl Nagel (Hörspiel – MDR)
- 1950: Gustav von Wangenheim: Du bist der Richtige (Studentin, FDJ-Gruppenleiterin) – Regie: Carl Nagel (Hörspiel – MDR)
- 1950: Heinz Horn: Schulleiter Flemming (Neulehrerin Bachmann) – Regie: Werner Wieland (Hörspiel – MDR)
- 1950: Erhard Rühle: Beim Thomaskantor Bach zu Gast (Elisabeth) – Regie: Werner Wieland (Hörspiel – MDR)
- 1956: Wolfgang Schreyer: Der Befehl (Susan) – Regie: Lothar Dutombé (Hörspiel – Rundfunk der DDR)
- 1959: Gerd Focke: Karl Brinkmann (Inge Brinkmann) – Regie: Günter Bormann (Kinderhörspiel, 4 Teile – Rundfunk der DDR)
- 1968: Pjotr Werschigora: Im Gespensterwald (Dominika) – Regie: Walter Niklaus (Hörspiel, Teil 3 – Rundfunk der DDR)
- 1969: Erwin Strittmatter/Horst Heitzenröther: Der Wundertäter (Die Dunkle) – Regie: Walter Niklaus (Hörspiel, Teil 7 – Rundfunk der DDR)
- 1970: Dimitar Dimow / Horst Heitzenröther: Tabak (Maria) – Regie: Walter Niklaus (Hörspiel, 2 Teile – Rundfunk der DDR)
- 1971: Karlheinz Zydoreck: Einer aus Alabama (Janina Wronska) – Regie: Albrecht Surkau (Hörspiel – Rundfunk der DDR)
- 1971: Jean Pierre Chabrol: Ein kleiner Sou für eine große Kanone (La Troussette) – Regie: Peter Groeger (Hörspiel – Rundfunk der DDR)
- 1973: Kurt Zimmermann: Kundschafter, Funker, Kommunist (Anna Clausen) – Regie: Klaus Zippel (Kinderhörspiel, Teil 3 bis 7 – Rundfunk der DDR)
- 1973: Fritz Bohne / Gerhard Bengsch: Eva und Adam (Luise Bertram) – Regie: Walter Niklaus (Hörspiel, 3 Teile – Rundfunk der DDR)
- 1976: Hannelore Lauerwald: Auf Station 23 (Frau Bramsch) – Regie: Walter Niklaus (Hörspiel – Rundfunk der DDR)
- 1978: Helmut Bez: Jutta oder Die Kinder von Damutz (Fräulein Hoyer) – Regie: Fritz Göhler (Hörspiel – Rundfunk der DDR)
- 1978: Hans Siebe: Haus Nachtigall (Frau Baumann) – Regie: Achim Scholz (Kriminalhörspiel – Rundfunk der DDR)
- 1979: Juri Tynjanow: Secondeleutnant Saber (Frl. Nelidowa) – Regie: Achim Scholz (Hörspiel – Rundfunk der DDR)
- 1981: Achim Scholz/Peter Graetz: Folge 24: Der Faschingsprinz (Hanni) – Regie: Achim Scholz (Kriminalhörspiel aus der Reihe Tatbestand – Rundfunk der DDR)
- 1982: Gerhard Rentzsch: Der Zweite von links (Sekretärin) – Regie: Achim Scholz (Hörspiel – Rundfunk der DDR)
- 1983: Helfried Schreiter: Number One (Nancy) – Regie: Achim Scholz (Hörspiel – Rundfunk der DDR)
- 1983: Jan Eik: Gelb blüht der Enzian (Dame) – Regie: Walter Niklaus (Kriminalhörspiel/Kurzhörspiel – Rundfunk der DDR)
- 1987: Barbara Neuhaus: Millionenstäbchen (Dr. Kamp) – Regie: Annegret Berger (Kriminalhörspiel/Kurzhörspiel – Rundfunk der DDR)
- 1987: Mark Herzberg: Mord auf Honorar (Mrs. Byrd) – Regie: Annegret Berger (Kriminalhörspiel/Kurzhörspiel – Rundfunk der DDR)
- 1988: Hannelore Steiner: Blutgruppe A (Mrs. Blake) – Regie: Annegret Berger (Kriminalhörspiel/Kurzhörspiel – Rundfunk der DDR)
- 1997: Tim Krohn: Die apokalyptische Show von den vier Flüssen Manhattans (Wärterin) – Regie: Peter Brasch (Science-Fiction-Hörspiel – SDR)

## Synchronisationen
| Film                       | Jahr        | Rolle          | Darsteller       |
| -------------------------- | ----------- | -------------- | ---------------- |
| Am Rande der Großstadt     | 1953        | Gina           | Giulietta Masina |
| Gute Nacht, Herr Advokat!  | 1955 (1967) | Clara Santi    | Giulietta Masina |
| Ilja Murometz              | 1956        | Wassilissa     | Ninel Myschkowa  |
| Der Mann im Schatten       | 1957 (1964) | Barbara Peters | Faith Domergue   |
| Robin Hood und die Piraten | 1960 (1962) | Lisbeth Brooks | Rossana Rory     |
| Das Geheimnis der Festung  | 1951        | Metanet        | Tamara Kokowa    |
| Planet der Stürme          | 1962        | Mascha Iwanowa | Kjunna Ignatowa  |
| Unschuldig geächtet        | 1963 (1965) | Jeanne         | Suzanne Flon     |
| Die feuerrote Blume        | 1978        | Zauberin       | Alla Demidowa    |

## Auszeichnungen
- 1967: Kunstpreis der DDR
- 1969: Nationalpreis der DDR III. Klasse für Kunst und Literatur
- 1997: Ehrenmitglied des Schauspiels Leipzig
- 1999: Bundesverdienstkreuz